# Kapitalista

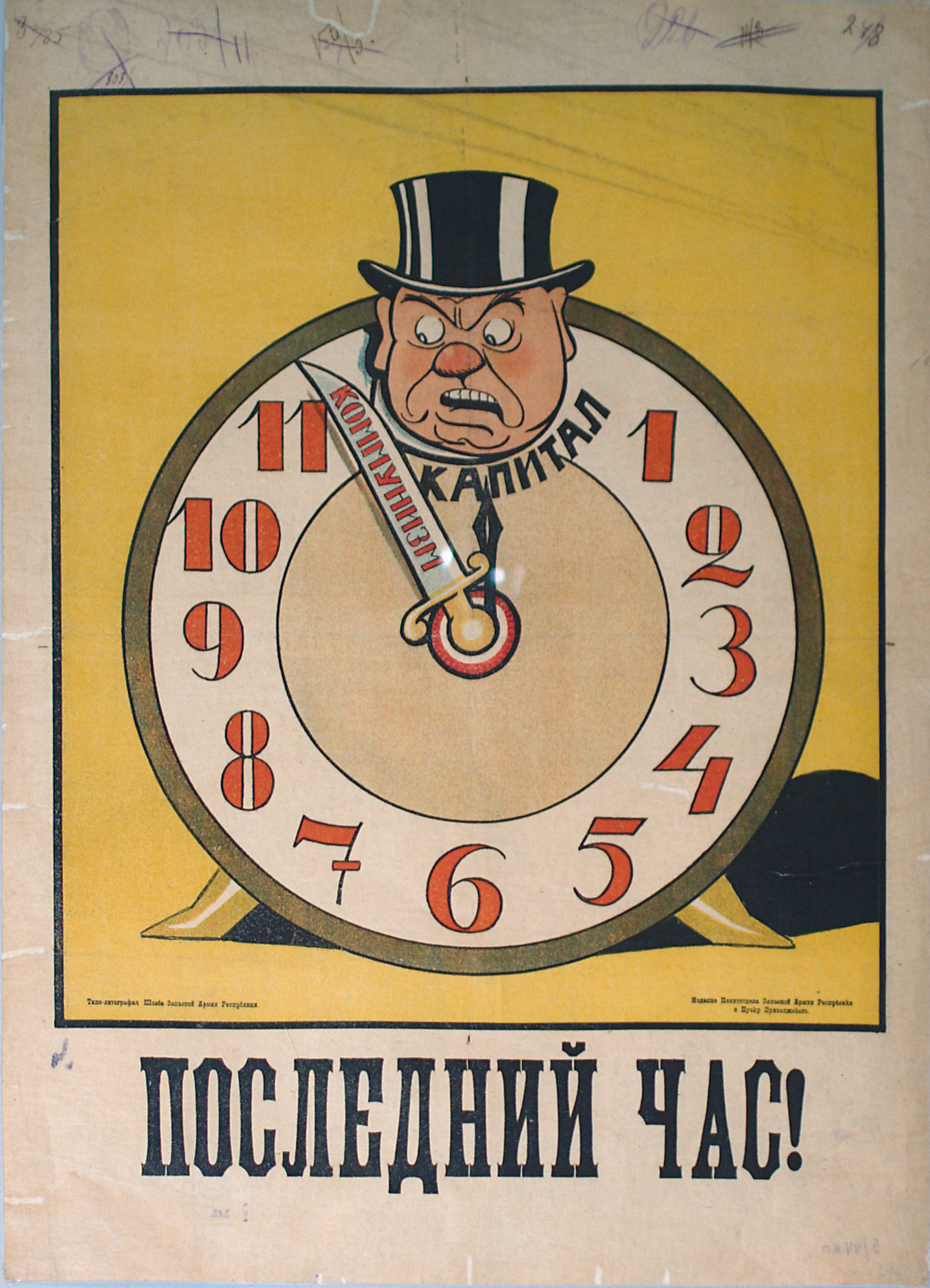
Sowiecki plakat propagandowy na którym wskazówka zegara w formie ostrza oznaczona jako „komunizm”, ma odciąć głowę postaci opisanej jako „kapitał”. Napis na dole: „Ostatnia godzina!” (1920)

Kapitalista – właściciel kapitału.

## Marksizm
Pojęcie kapitalisty używane jest przede wszystkim w ramach teorii marksistowskiej. Zgodnie z nią kapitalista konsumuje większość wartości dodatkowej (wartości pracy robotnika przekraczającego jego płacę). Robotnicy nie posiadając materialnych środków produkcji nie mogą stanowić sami o sobie w procesie produkcji, lecz ulegają uprzedmiotowieniu i w konsekwencji wyzyskowi. W przyszłości tę sytuację, zdaniem Marksa miała zmienić ogólnoświatowa rewolucja i powstanie ustroju komunistycznego, w którym poprzez wprowadzenie wspólnej (uspołecznionej) własności środków produkcji zamierzano zlikwidować podział na właścicieli i pracowników.
Kapitalistów dzielimy na różne kategorie:
- przemysłowców – prowadzących działalność w zakresie produkcji,
- kapitalistów handlowych – zajmujących się handlem,
- kapitalistów finansowych – zajmujących się obrotem pieniężnym.

Pod względem klasowym kapitaliści wchodzi w obręb burżuazji.